# Marius Maximus
Lucius Marius Maximus Perpetuus Aurelianus, mieux connu sous le nom de Marius Maximus (né vers 160 et mort vers 230), était un biographe romain qui, dans les premières années du IIIe siècle, écrivit en latin la biographie de douze empereurs en imitant et poursuivant le travail de Suétone. Son œuvre est perdue, mais elle était encore lue à la fin du IVe siècle et servait de source aux écrivains de cette époque, dont l'auteur de l'Histoire Auguste. La nature et la fiabilité de l'œuvre de Marius et la mesure dans laquelle la première partie de l'Histoire Auguste s'en inspira sont deux questions très controversées parmi les nombreuses questions que cette histoire continue de poser à ceux qui étudient l'histoire et la littérature romaines.

## Famille
Il est plus ou moins convenu que Marius Maximus le biographe n'est nul autre que l'un des sénateurs de la dynastie des Sévères dont la carrière est connue grâce à des inscriptions, à savoir Lucius Marius Maximus Perpetuus Aurelianus, qui fut deux fois consul et une fois préfet de Rome,. Sa famille était peut-être originaire d'Afrique et n'était pas une famille sénatoriale ; son père, L. Marius Perpetuus, était un procurateur équestre en Gaule, mais obtint manifestement l'admission de son fils au Sénat comme homo novus.
Son fils, Lucius Marius Maximus, est consul en 232. Il a un frère, Lucius Marius Perpetuus, consul suffect , donc un neveu, Lucius Marius Perpetuus, consul en 237.

## Carrière
Né probablement vers 160, Marius Maximus commença sa carrière militaire sous le règne de Marc Aurèle au poste de tribun laticlave de la XXIIe légion Primigenia. De 178 à 180 environ, il occupa le même rang dans la IIIe légion Italique. Sous le même règne, il fut aussi l'un des quattuorviri viarum curandarum (magistrats chargés de la voirie située à l'extérieur des murs de Rome). Vers 182-183, il occupa la charge de questeur urbain avant d'être nommé candidat à la charge de tribun de la plèbe.
Il devint sénateur sous Commode et préteur par adlectio. Vers 190, il fut le curateur de la Voie Latine avant de devenir curator rei publicae de Faventia. En 193, quand Septime Sévère s'empara du pouvoir, il était légat de la Ire légion Italique sur le bas Danube et participa à la campagne contre Pescennius Niger. Entre 193 et 196, il devint dux exercitus (chef d'armée) de Mésie et de Byzance.
En 197, Marius Maximus était dux exercitus de Mésie et de Lugdunum. C'est alors qu'il combattit Clodius Albinus à la bataille de Lugdunum, après quoi il fut nommé légat d'Auguste propréteur (gouverneur) de la Gaule belgique, charge qu'il remplit probablement jusqu'en 199. Probablement dans la dernière année de cette charge, il obtint son premier consulat à titre de consul suffect (vers 199 ou 200). Son affectation suivante fut au poste de légat prétorien de la Germanie inférieure, puis il devint gouverneur impérial de la Coele-Syrie, probablement de 205 à 208.
Puis, de 213 à 217, Marius Maximus devint le premier ex-consul à exercer successivement tant le proconsulat de l'Asie que celui de l'Afrique. L'ordre n'est pas certain, mais il est plus probable qu'il exerça celui d'Afrique de 213 à 214, puis celui d'Asie de 215 à 216. Quoi qu'il en soit, on n'avait jamais vu quiconque remplir les deux proconsulats, car l'un ou l'autre couronnait traditionnellement la carrière des sénateurs. De plus, il exerça l'autorité proconsulaire sur l'Asie durant deux années de suite, ce qui était aussi extraordinaire. Cela porte à croire que Caracalla le tenait en grande estime.
En 218, la carrière de Marius se poursuivit après l'assassinat de Caracalla par sa nomination à la charge de préfet de Rome par Macrin, charge qu'il occupa jusqu'en 219. Il n'occupa aucun poste sous le règne d'Héliogabale, mais sous Alexandre Sévère, il devint consul pour la seconde fois en 223, avec Lucius Roscius Aelianus Paculus Salvius Julianus.

## Ses biographies
On ne sait pas à coup sûr quand Marius écrivit son œuvre, apparemment intitulée Caesares (Césars), mais on peut supposer que ce fut vers la fin de sa carrière. Ses biographies se voulaient une suite de la Vie des douze Césars de Suétone et portaient sur les douze règnes suivants, de celui de Nerva à celui de Héliogabale. Comme témoin qui a vécu au moins sept de ces règnes à des postes d'autorité, Marius Maximus aurait pu se mettre à rédiger l'histoire comme son contemporain Dion Cassius, mais il préféra les formes anecdotiques et, en effet, frivoles de la biographie. Ses écrits firent l'objet de critiques défavorables de Jérôme de Stridon, d'Ammien Marcellin tandis que l'auteur anonyme de l'Histoire Auguste formule des avis contradictoires, le qualifiant d'homme « qui s'est embrouillé, dans une œuvre mêlée d'histoire et de fable », ou inversement d'historien « qui cherche moins l'élégance formelle que la vérité des faits ». Marius semble avoir eu l'intention de suivre Suétone et de le surpasser en servant des ragots, des détails croustillants de la vie privée des empereurs, des commentaires cyniques, des anecdotes scandaleuses et des curiosités. Il cita aussi des lettres, des édits sénatoriaux et d'autres documents, mais semble en avoir inventé certains, pratique que l'auteur de l'Histoire Auguste adopta avec beaucoup d'enthousiasme et de brio. Cependant, l'ouvrage de Marius, sensationnaliste ou non, doit avoir fourni des renseignements très précieux. Le récit de l'assassinat d'Héliogabale dans l'Histoire Auguste, bien écrit et plein de détails précis qui semblent authentiques, passe en général pour être inspiré de l'œuvre de Marius Maximus.

## Marius et l'Historia Augusta
L'Histoire Auguste nomme Marius 30 fois et le cite directement 28 fois (apparemment en citant ou en résumant des passages de l'œuvre perdue de Marius dans la plupart des cas) et recourt probablement à lui pour de nombreux autres passages.
Selon une ancienne école de pensée, la source principale de la biographie des empereurs Hadrien à Héliogabale dans l'Histoire Auguste est l'œuvre de Marius. Anthony Birley a récemment exposé la défense la plus détaillée de cette position. Il y a toutefois une opinion contraire, qui a été le mieux défendue par Sir Ronald Syme, qui signale que tous les passages où Marius est nommément cité se révèlent être des insertions faites dans le récit principal de l'auteur pour apporter de la couleur, une anecdote frivole ou un commentaire critique ; exemples : le tetrafarmacum (plat de viande inventé par Lucius Aelius Caesar), la prétendue expertise d'Hadrien en astrologie, diverses histoires jetant le discrédit sur Marc Aurèle et son épouse, Faustine la Jeune, le catalogue obséquieux d'acclamations que le Sénat réservait à Commode. De l'avis de Syme, il est plus probable que Marius était une source secondaire et que l'auteur de l'Histoire Auguste suivait en général une source plus sobre, « Ignotus (l'Inconnu), le bon biographe ». Entre l'avis de Birley et la théorie de Syme, André Chastagnol considère l'invention d'un auteur Ignotus comme artificielle, et préfère voir dans Marius Maximus la source de base de l'Histoire Auguste.

## Fragments et témoignages
- Peter, Historicorum romanorum reliquiae, 1906, clxxx ff. ; 121 ff.

### Sources
- (en) Anthony Birley, Marius Maximus: The Consular Biographer, ANRW II.34.3, 1997, p. 2678-2757.
- (en) Inge Mennen, Power and Status in the Roman Empire, AD 193-284, BRILL, 2011.
- (en) Sir Ronald Syme, Ammanius and the Historia Augusta Oxford, 1968.
- (en) Sir Ronald Syme, Emperors and Biography, Oxford, 1971.